# Renoncule flammette
Ranunculus flammula · Petite douve, Petite flamme
Espèce
Classification phylogénétique
Statut de conservation UICN

 LC  : Préoccupation mineure
La renoncule flammette (Ranunculus flammula), la petite douve ou la petite flamme, est une espèce de plante herbacée de la famille des Renonculacées qui pousse dans les milieux humides.

## Dénominations
Ranunculus flammula est communément appelée en français la renoncule flammette, la petite douve ou encore la petite flamme. En France on la connait également sous le nom de flammule, et elle est aussi parfois appelée flamminette.

## Description
Les feuilles sont entières et lancéolées.

### Caractéristiques
Organes reproducteurs
- Couleur dominante des fleurs : jaune
- Période de floraison : juin-octobre
- Inflorescence : cyme unipare hélicoïde
- Sexualité : hermaphrodite
- Ordre de maturation : protandre
- Pollinisation : entomogame, autogame

Graine
- Fruit : akène
- Dissémination : hydrochore

Données d'après : Julve, Ph., 1998 ff. - Baseflor. Index botanique, écologique et chorologique de la flore de France. Version : 23 avril 2004.

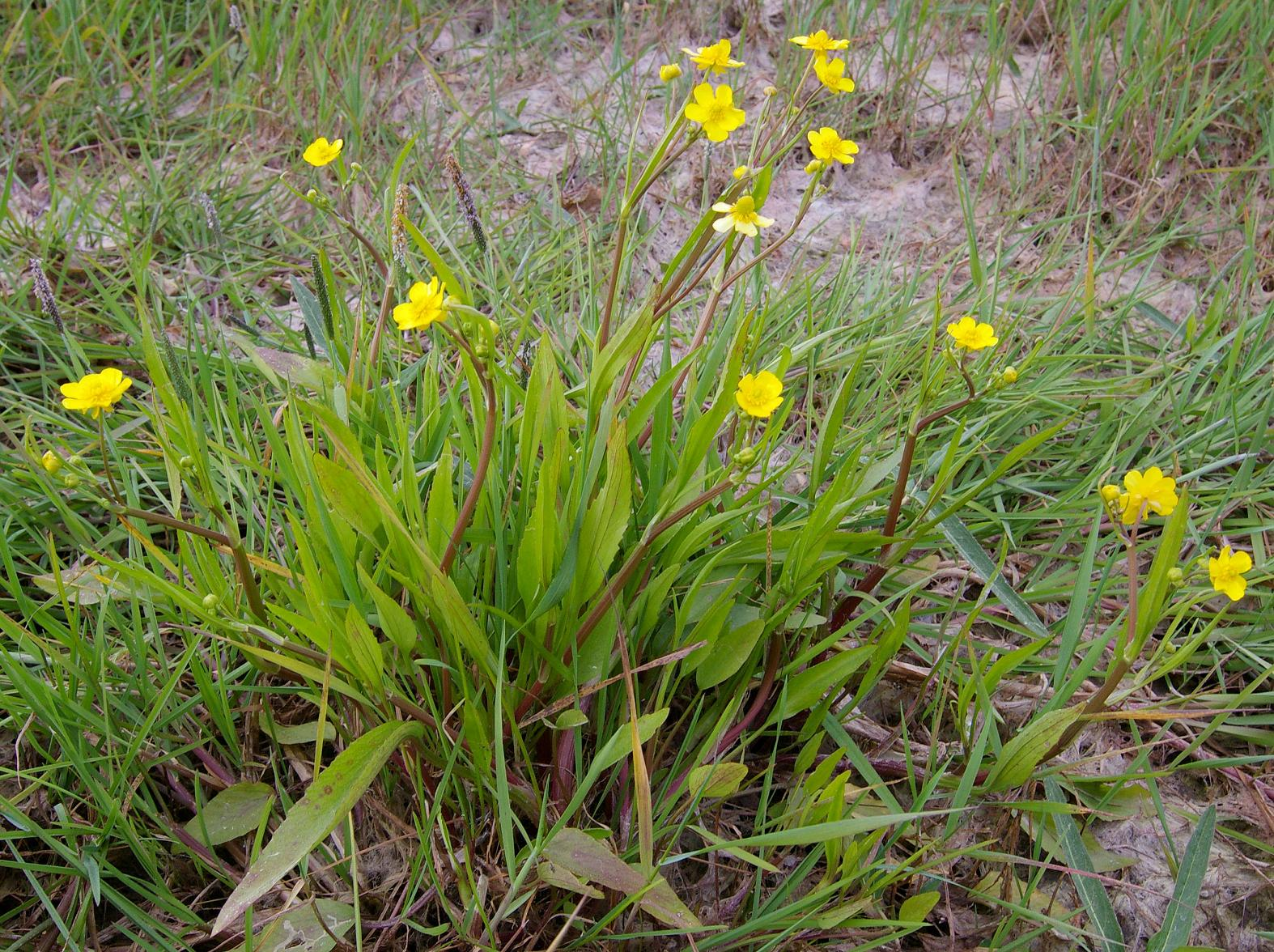
Ranunculus flammula
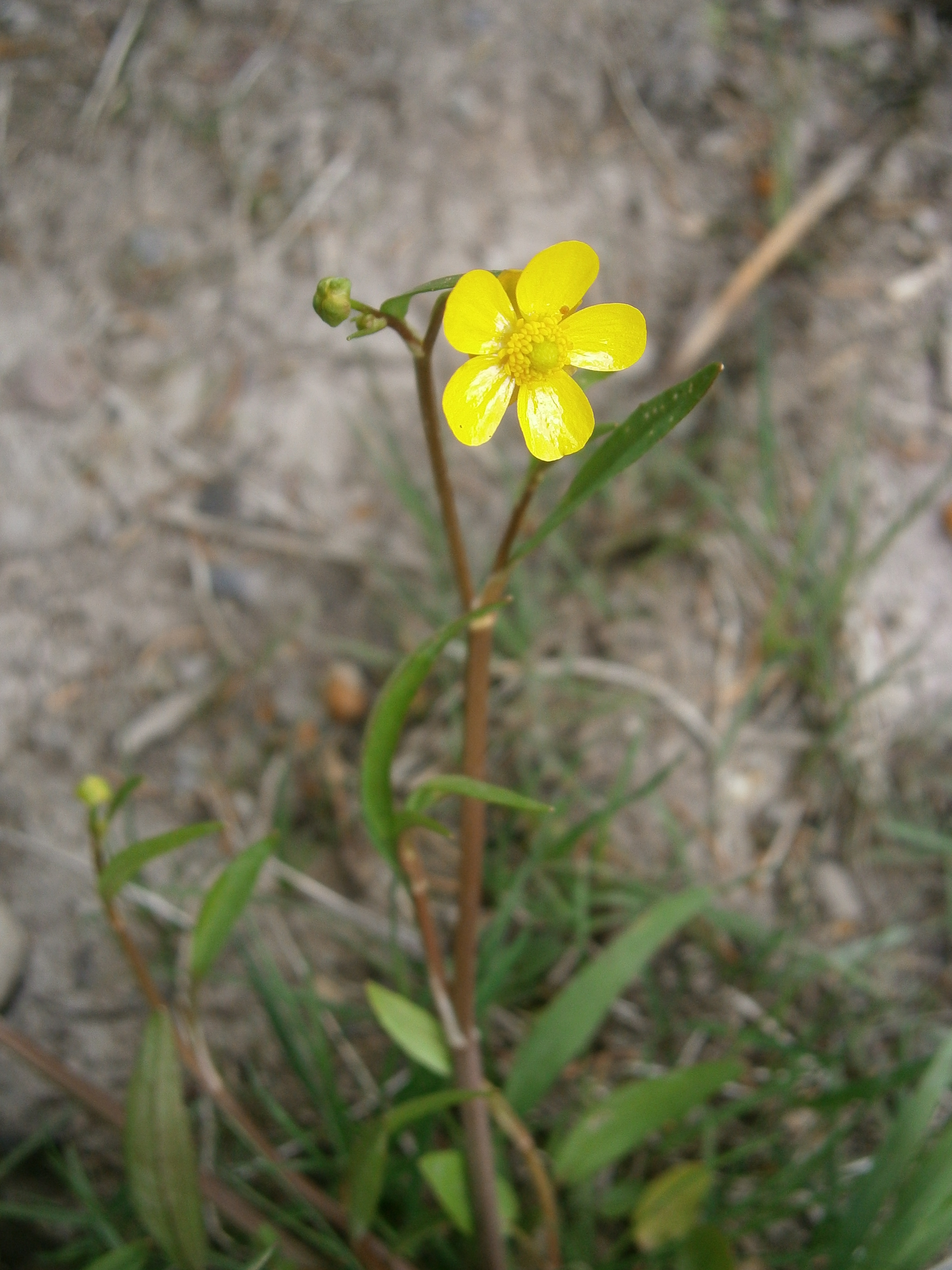
Ranunculus flammula

## Écologie

### Répartition
Cette plante a une répartition holartique, on la trouve en Asie et Amérique boréale, en Europe centrale et du Nord, au Maroc, en Algérie, en Turquie, dans les iles méditerranéennes, les Açores et Madère. Elle a été introduite en Australie et en Nouvelle-Zélande.

### Habitat
La renoncule flammette vit dans les tourbières et les fossés, au bord des lacs et des rivières, dans des milieux oligotrophes et faiblement mésotrophes.

### Interactions avec d'autres organismes
Les herbiers de Renoncule flammette sont bioindicateurs d'une bonne qualité de l'eau ; Ils sont un abri et un support pour de nombreuses espèces tels qu'amphibiens (là où ils n'ont pas disparu) et de nombreux invertébrés dont libellules dans les fleuves et grandes rivières, et jusque dans les ruisseaux.  La Renoncule flammette est par exemple l'une des 3 plantes (avec le rubanier et l'Ache Apium nodiflorum) identifiée par J. Haury et JL Baglinière de l'INRA en 1990 comme statistiquement reliée à une présence accrue des alevins de truites entre 0 et un an (quand le substrat n'est pas trop fin) ;  de même  pour les truitelles de 1 an (mais alors associées à un plus grand nombre d'autres plantes).

## Sous-espèces

### Liste de sous-espèces
- Ranunculus flammula subsp. flammula L., 1753
- Ranunculus flammula var. major Schulth.
- Ranunculus flammula subsp. minimus (A.Benn.) Padmore
- Ranunculus flammula var. ovalis (Bigelow) L.D.Benson, 1942
- Ranunculus flammula subsp. scoticus (E.S.Marshall) Clapham
- Ranunculus flammula var. reptans (L.) Rouy & Foucaud, 1893

### Ranunculus flammulasubsp.flammula
Cette sous-espèce est la plus commune dans le monde ; étudiée depuis le XVIIIe siècle elle possède un grand nombre de synonymes. Sa répartition est holartique, c'est cette sous-espèce qui a été introduire en Australie. En Amérique du Nord, elle est surtout présente sur la côte ouest et sur les iles de l'est du Canada.

### Ranunculus flammulavar.major
Cette sous-espèce a pour synonyme Ranunculus flammula var. serratus DC., 1817.
La variété major vit en Europe de l'Ouest, plus précisément en France, en Belgique et dans les iles Britanniques. Elle est connue en français sous le nom de Renoncule flammette élevée.

### Ranunculus flammulavar.ovalis
Cette sous-espèce est très présente en Amérique du Nord. En français, elle est connue sous les noms de renoncule flammette ovale et de renoncule rampante. On la retrouve aussi parfois en France.